# Franklinton (North Carolina)
Franklinton is een plaats (town) in de Amerikaanse staat North Carolina, en valt bestuurlijk gezien onder Franklin County.

## Demografie
Bij de volkstelling in 2000 werd het aantal inwoners vastgesteld op 1745.
In 2006 is het aantal inwoners door het United States Census Bureau geschat op 1922, een stijging van 177 (10,1%).

## Geografie
Volgens het United States Census Bureau beslaat de plaats een oppervlakte van
2,9 km², geheel bestaande uit land. Franklinton ligt op ongeveer 135 m boven zeeniveau.

## Plaatsen in de nabije omgeving
De onderstaande figuur toont nabijgelegen plaatsen in een straal van 20 km rond Franklinton.